# Michelozzo di Bartolommeo
Michelozzo di Bartolom(m)eo Michelozzi, genannt Michelozzo (* um 1396 in Florenz; † 7. Oktober 1472 ebenda), war ein vor allem in Florenz, aber auch in Prato, Montepulciano und Dubrovnik aktiver Bildhauer, Bronzegießer, Goldschmied und Architekt des 15. Jahrhunderts.

## Leben und Werke
Michelozzo war der Sohn des aus Lyon im Burgund eingewanderten Schneiders Bartolomeo di Gherardo und der Antonia di Leonardo Porcellini; sein genaues Geburtsjahr ist nicht bekannt. In Florenz lebte die Familie in der Via Larga, unweit des Familiensitzes der Medici, der Casa vecchia.

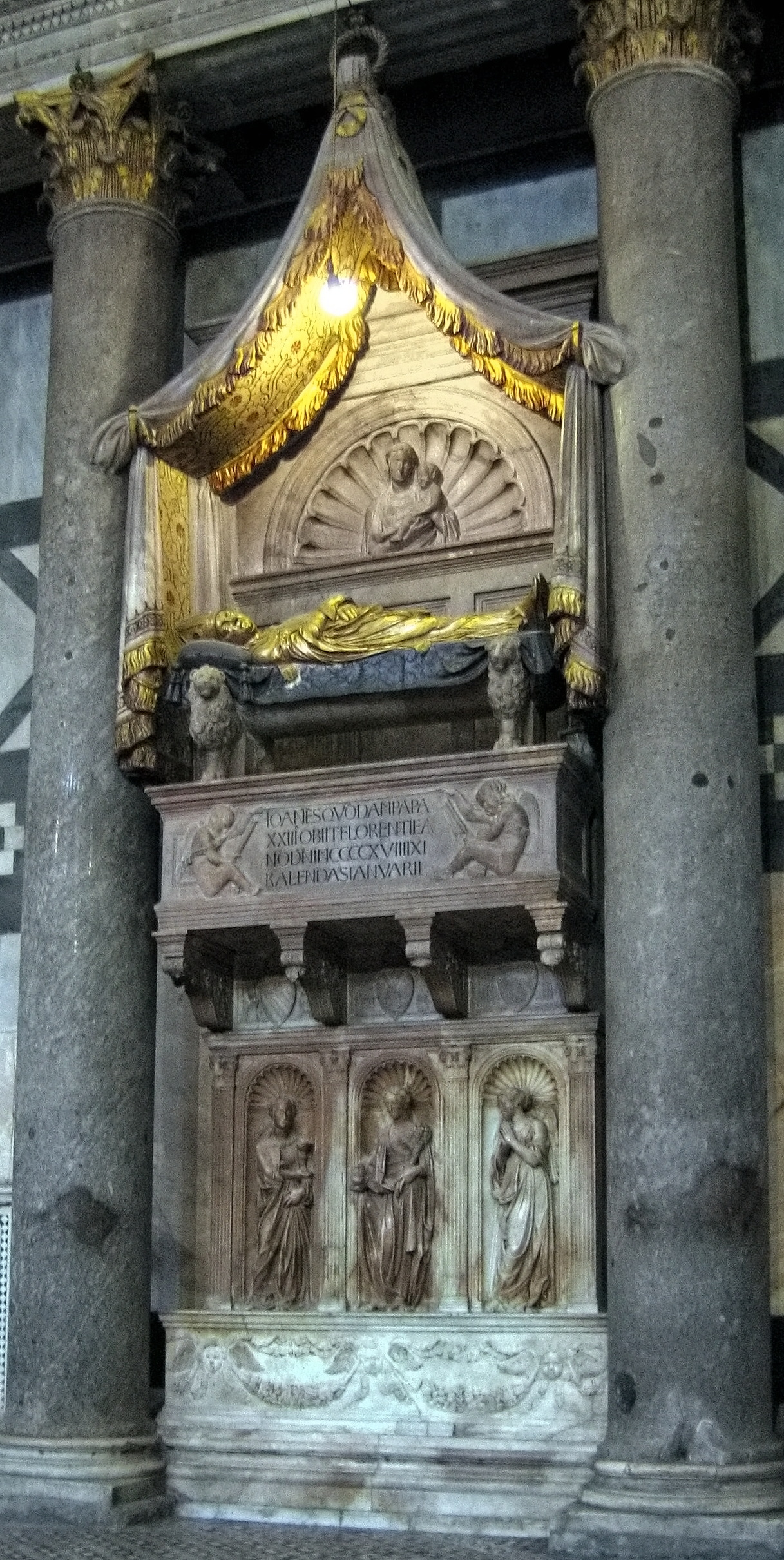
Donatello, Michelozzo und Pagno di Lapo Portigiani, Grabmal des Gegenpapstes Johannes XXIII., 1422–1428, Baptisterium, Florenz

Von 1410 an war Michelozzo über fast drei Jahrzehnte immer wieder als Graveur von Prägestempeln in der Florentiner Münze beschäftigt. Wegen Erfahrungen im Bronzeguss wurde er vermutlich 1417, sicher aber ab 1420 Mitarbeiter von Lorenzo Ghiberti, in dessen Werkstatt er bis 1424 an der Fertigstellung des hl. Matthäus für Orsanmichele und Ghibertis erstem Portal, dem Nordportal des Baptisteriums San Giovanni mitwirkte. 1437 arbeitete Michelozzo bei der Fertigstellung der Paradiestüre wieder in der Ghiberti Werkstatt. Im Jahr 1424 gründeten Michelozzo und Donatello eine Werkstattgemeinschaft, in diese Zeit fiel auch die Fertigstellung des heiligen Ludwigs von Toulouse von Donatello für Orsanmichele, seine erste große Bronze. In den darauffolgenden Jahren war Michelozzo an mehreren bedeutenden Projekten beteiligt. 1424–1427 entstand gemeinsam mit Donatello und Pagno di Lapo Portigiani das Grabmal für den 1415 in Florenz verstorbenen ehemaligen Gegenpapst Johannes XXIII. im Baptisterium. Von 1426 bis 1428 arbeiteten alle drei Künstler in Pisa am Grabmal für den Kardinal Rainaldo Brancacci, das nach seiner Fertigstellung nach Neapel verschifft wurde und dort in der Kirche Sant’Angelo a Nilo Aufstellung fand. Den Auftrag für das Grabmonument des Bartolomeo Aragazzi, ein humanistisch gebildeter Kleriker im Dienste Johannes’ XXIII. und dann Martins V., im Dom von Montepulciano (1427–1438) scheint Michelozzo ohne deren Beteiligung ausgeführt zu haben; das Grabmal ist nur in Einzelteilen erhalten. 1428 erhielten beide Künstler den Auftrag, für den Dom in Prato eine neue Außenkanzel für die Präsentation des Heiligen Gürtels zu entwerfen und auszuführen; die Arbeiten waren im Sommer 1438 abgeschlossen. Neben Michelozzo und Donatello waren an der Ausführung wiederum Pagno di Lapo Portigiani und der Bronzespezialist Maso di Bartolomeo beteiligt.

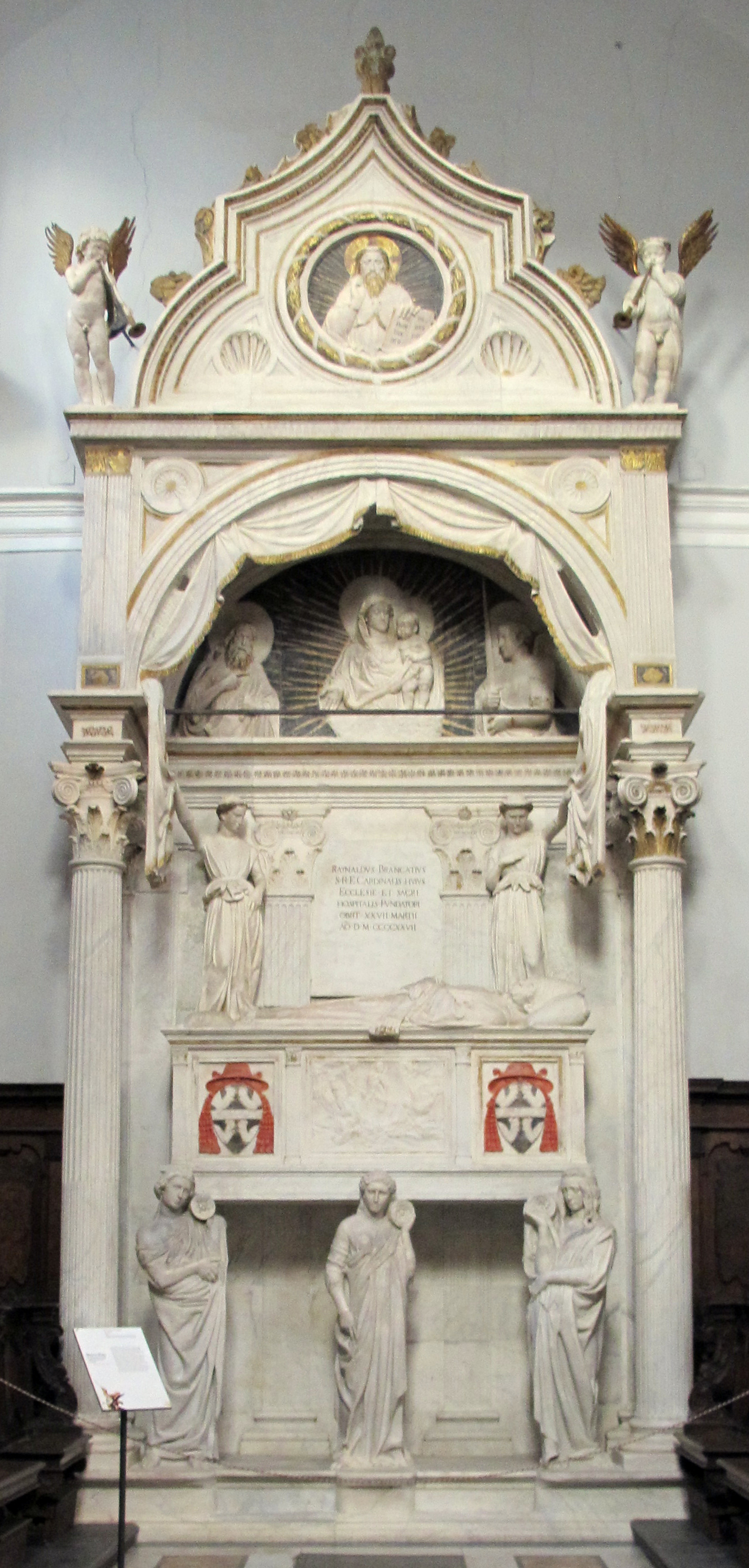
Donatello, Michelozzo und Pagno di Lapo Portigiani, Grabmal für Kardinal Rainaldo Brancacci, 1426–1428, Marmor, Sant'Angelo a Nilo, Neapel

1440 ist Michelozzo erstmalig im Zusammenhang mit einem architektonischen Entwurf – eine Zeichnung für die Fassade des Palazzo comunale in Montepulciano – dokumentiert. Anfang der 1430er Jahre war er bereits von der Stadtregierung von Florenz mit Arbeiten am Castello (heute Fortezza medicea) beauftragt worden, ohne dass sich der Charakter seiner Aufgabe genauer bestimmen ließe. Weitere Bauprojekte Ende der 1430er bis 1450er Jahre – u. a. das Kloster von San Marco, der Palazzo Medici, der Palazzo Tornabuoni, die Villa Medici von Fiesole und die Medici-Villen in Trebbio, Careggi und Cafaggiolo sowie das Bankhaus der Medici in Mailand – wurden Michelozzo von Giorgio Vasari zugeschrieben. Besonders ausführlich beschreibt Vasari die umfangreichen Renovierungsarbeiten im Innenhof des Palazzo della Signoria, mit denen Michelozzo – wie später Vasari selbst – angeblich betraut war. Vasari versucht in der Vita Michelozzos, diesen zum Hausarchitekten der Medici und damit zu seinem Vorgänger zu stilisieren; für keines der genannten Bauprojekte ist jedoch eine Beteiligung Michelozzos zweifelsfrei dokumentiert.
Belegt ist hingegen die Anfertigung von Entwürfen für die Serviten-Kirche Santissima Annunziata (ab 1444) sowie die Leitung der Dom-Bauhütte in Florenz (1446–1451, v. a. Arbeiten an der Laterne der Domkuppel) und der Bauarbeiten am Ospedale di San Paolo (1459–1460, Loggia) an der Piazza Santa Maria Novella. Der Architekturhistoriker Marvin Trachtenberg brachte Michelozzo mit der Planung und Ausführung der Cappella Pazzi (1441–1478) in der Florentiner Franziskanerkirche Santa Croce in Verbindung, die gemeinhin dem allerdings bereits 1446 verstorbenen Filippo Brunelleschi zugeschrieben wird. Nach Auffassung des Kunsthistorikers Pietro Ruschi war Michelozzo für den Umbau und die Sgraffito-Dekoration des Palazzo Dietisalvi Neroni (um 1450) verantwortlich.
1461 verließ Michelozzo Florenz, um in der dalmatischen Stadt Ragusa (Dubrovnik) die städtischen Befestigungsanlagen auszubauen. 1464 scheint er einen Vertrag für ähnliche Aufgaben auf der damals zum genuesischen Besitz gehörenden Insel Chios abgeschlossen zu haben. 1465 kehrte er nach Florenz zurück; weitere Aufträge sind nicht bekannt.

Neben seiner Tätigkeit als Architekt arbeitete Michelozzo noch in anderen Bereichen: 1448 übernahm er den Guss einer Glocke für den Palazzo della Signoria, 1452 entstand eine Silberfigur Johannes des Täufers für den Altar des Baptisteriums San Giovanni, zwei Jahre darauf eine etwa lebensgroße, ursprünglich farbig gefasste Terrakotta-Plastik des Täufers für Santissima Annunziata.

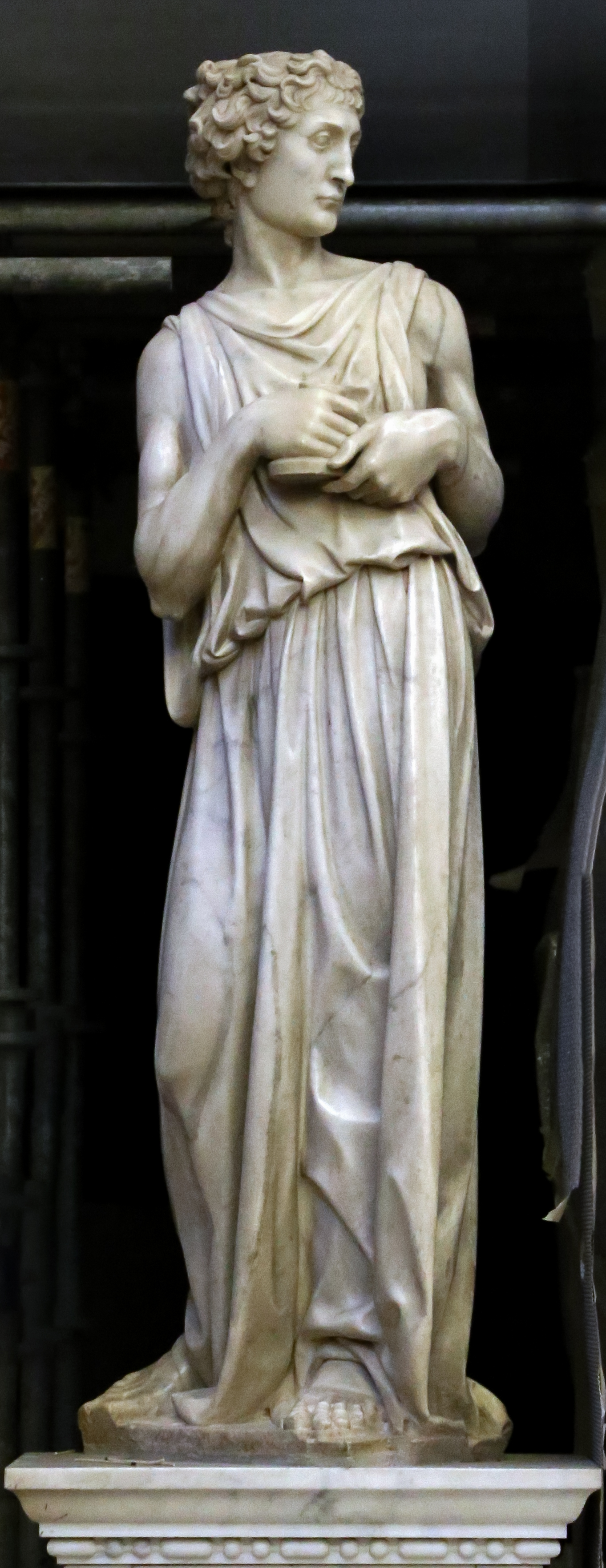
Michelozzo und Werkstatt, Tugend-Statue vom Grabmal des Bartolomeo Aragazzi, Marmor, um 1435, Dom, Montepulciano

Dem Künstler werden in der kunstwissenschaftlichen Forschung mehrere Reliefs zugeschrieben, vor allem Darstellungen der Madonna mit Kind. Zu nennen sind hier unter anderem zwei Marmorreliefs im Museo nazionale del Bargello in Florenz (Bargello sculture Nr. 441, 473), ein Terrakotta-Relief (1437–1438) in Budapest, ein Terrakotta-Relief in der Skulpturensammlung in Berlin (um 1440) und die so genannte Madonna Orlandini aus Marmor (um 1426?), ebenfalls in der Skulpturensammlung.
Michelozzo muss in den 1450er Jahren als Bildhauer einiges Ansehen genossen haben. Sein Zeitgenosse Filarete nennt ihn in seinem Architekturtrakat (Trattato d’architettura, 1460–1464) neben anderen bekannten Florentiner Meistern, deren Werke die Idealstadt Sforzinda schmücken sollen: „Aber da sah man einen Donatello, einen Luca, einen Agostino sammt seinem Bruder Ottaviano. Ferner war da ein berühmter Meister, namens Desiderio; ferner ein Dino, ein Michelozzo, ein Pagno, ein Bernardo nebst seinem Bruder.“
Michelozzo starb 1472 in Florenz und wurde in San Marco bestattet. Er war mit Francesca Galigari verheiratet und hatte mit ihr fünf Kinder. Sein Sohn Niccolò (1444–1526), Schüler des humanistischen Philosophen Marsilio Ficino, hatte in Florenz wichtige politische Ämter inne.

## Giorgio Vasaris Vita Michelozzos
Giorgio Vasaris Vita Michelozzos („Vita di Michelozzo Michelozzi scultore et architetto fiorentino“) in seinen Lebensbeschreibungen von Künstlern und Künstlerinnen (1550/1568) folgt auf die Biografie Donatellos. Sie scheint an vielen Stellen stark literarisiert. So betont Vasari immer wieder Michelozzos Nähe zu den Medici und behauptet gar, er sei Cosimo de’ Medici 1433 in die Verbannung gefolgt. Zweifelhaft ist auch die lange Aufzählung angeblicher Aufträge der Medici; nahezu alle größeren Bauprojekte Cosimos seien Vasari zufolge von Michelozzo verantwortet worden.
Die Vita enthält auch eine Lebensbeschreibung von Michelozzos und Donatellos langjährigem Mitarbeiter Pagno di Lapo Portigiani. Manche Zuschreibungen an Michelozzo ändert Vasari für die zweite Edition der Viten (1568) zugunsten Pagnos.

## Werke
Soweit nicht anders angegeben sind die aufgeführten Werke nachweislich oder nach übereinstimmender Auffassung der Forschung von Michelozzo geschaffen worden.

Werke in situ
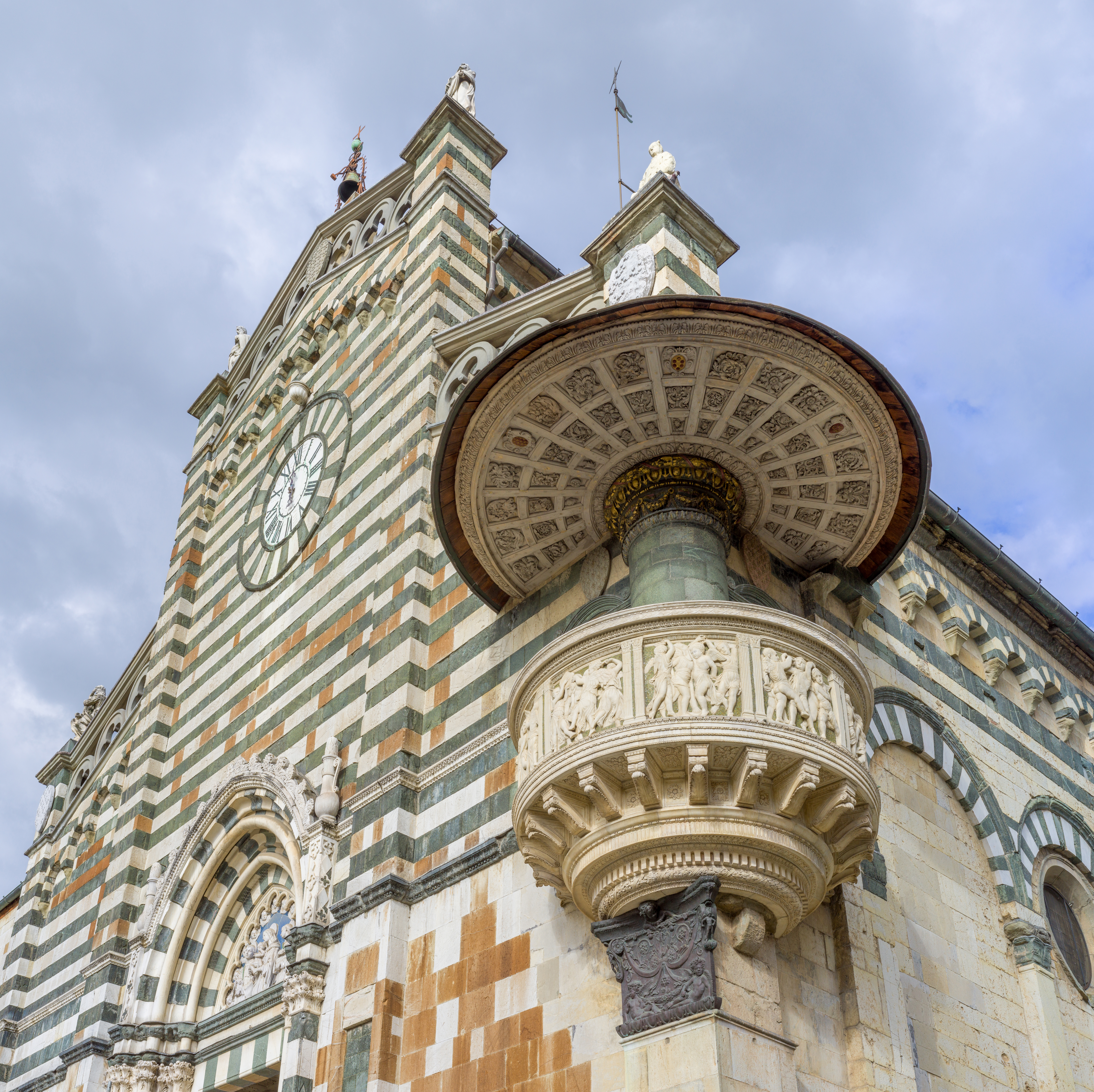
Donatello, Michelozzo und Pagno di Lapo, Außenkanzel, 1434–1438, Marmor, Bronze Santo Stefano, Prato
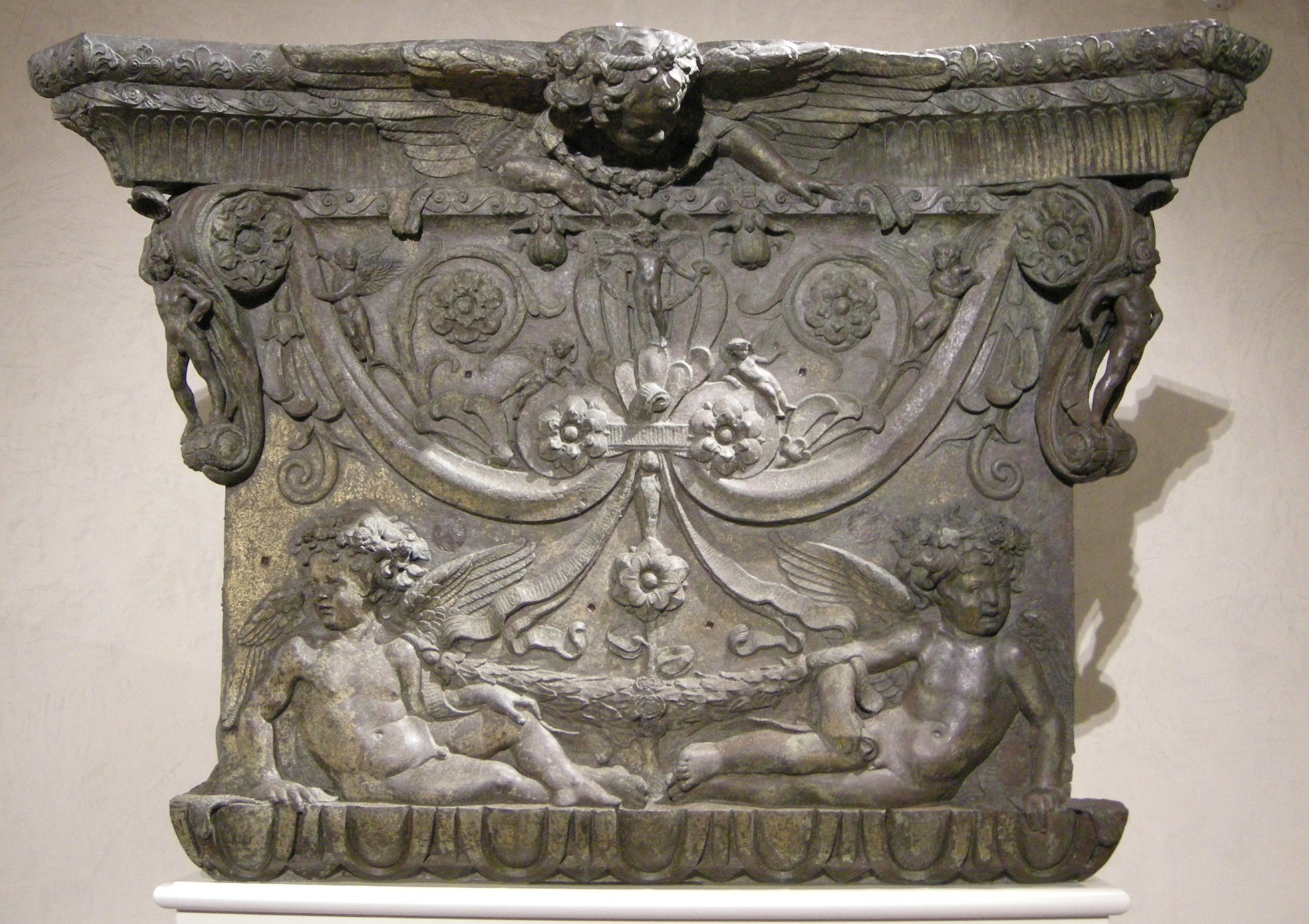
Donatello und Michelozzo, Kapitell für die Außenkanzel,  Bronze mit Resten der Feuervergoldung (Original im Dommuseum, Prato)
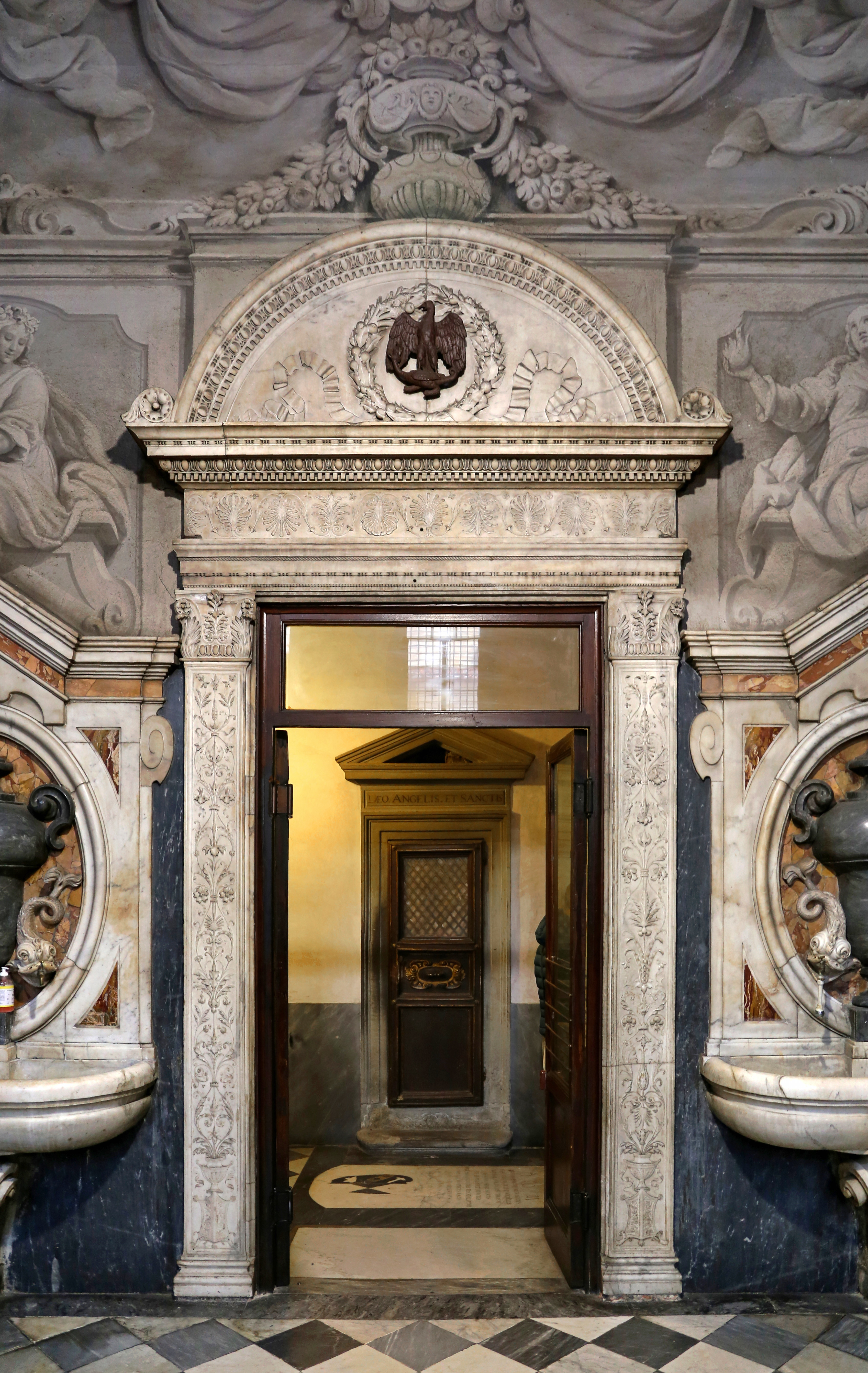
Sakristei-Portal, ca. 1450, Bronze, Santissima Annunziata, Florenz
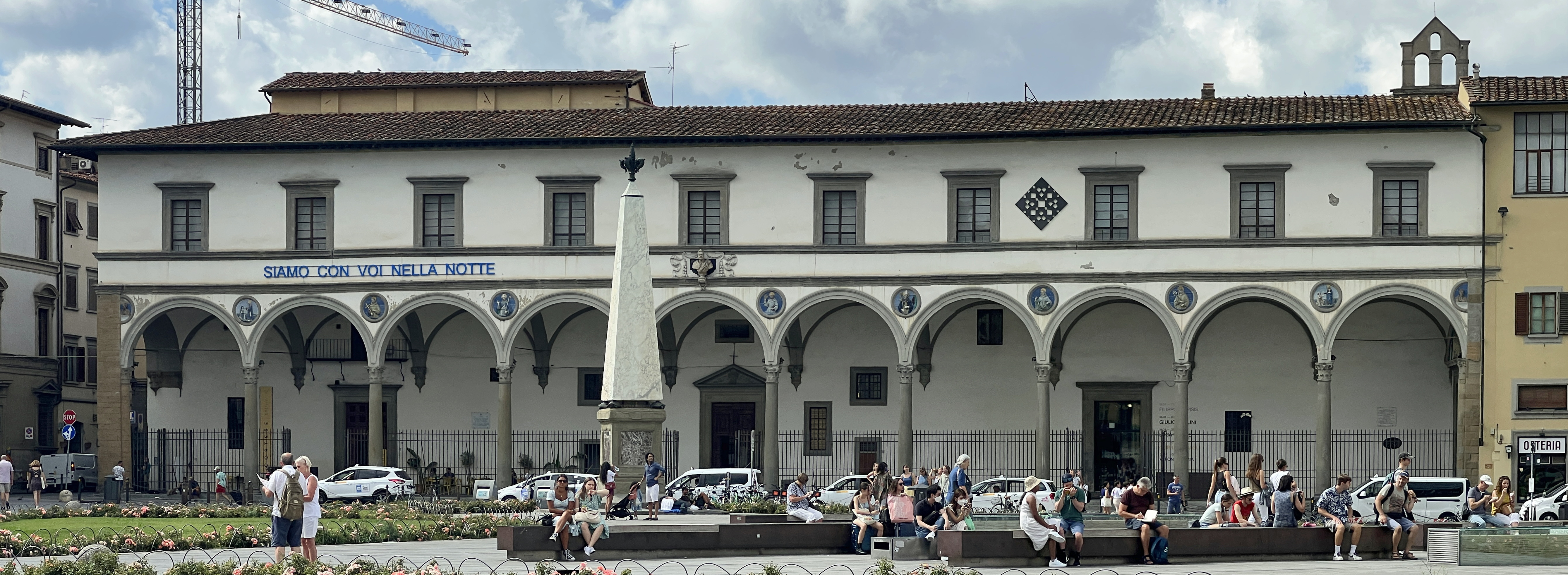
Loggia des Ospedale di San Paolo, 1459–1460, Bruchsteinmauerwerk, Macigno, Piazza S. Maria Novella, Florenz
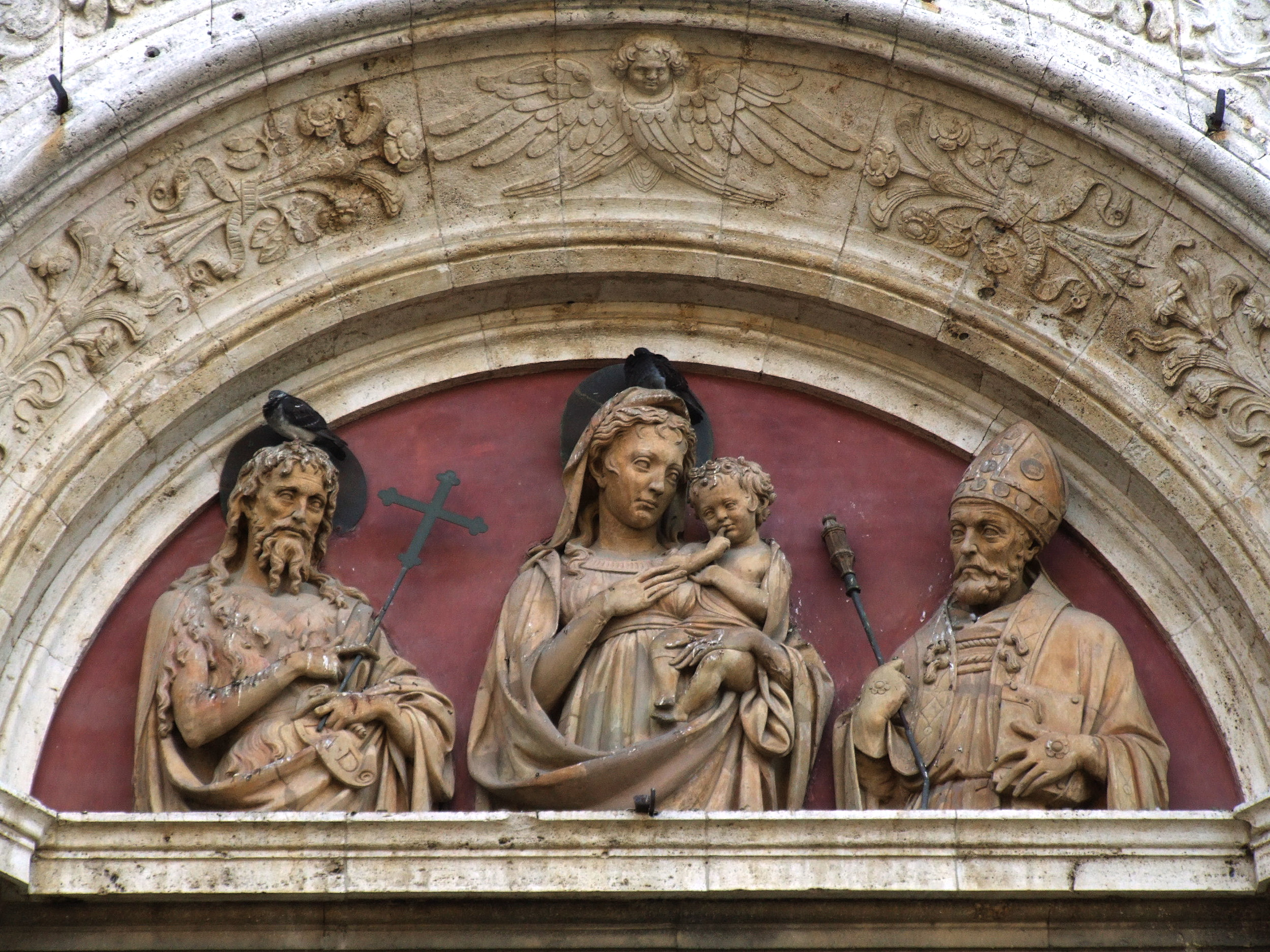
Madonna mit Kind zwischen dem hl. Augustinus und Johannes dem Täufer, 1439, Terrakotta (Fassung verloren), Sant'Agostino, Montepulciano
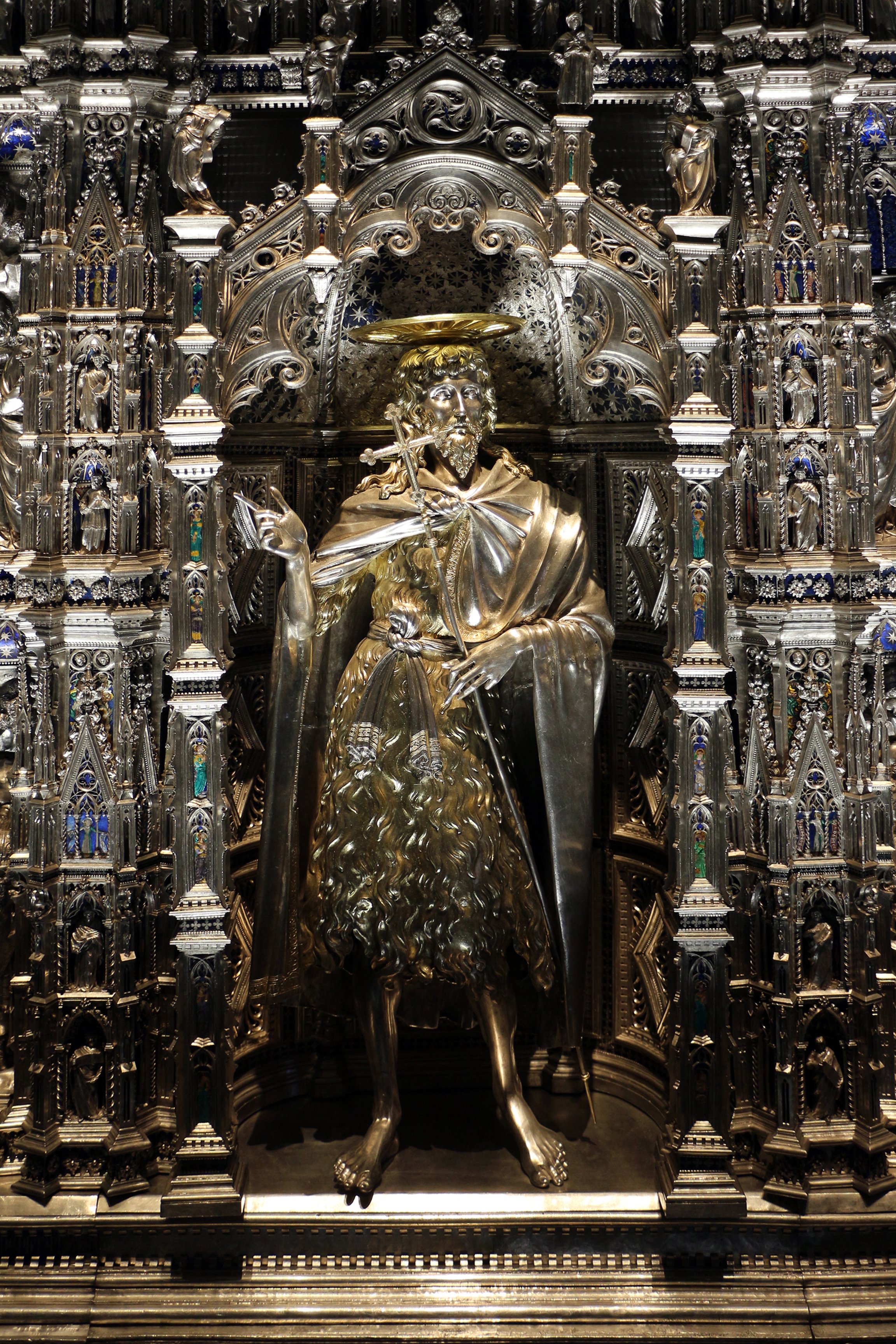
Johannes der Täufer für den Silberaltar im Baptisterium in Florenz, 1452, Museo dell'Opera del Duomo, Florenz
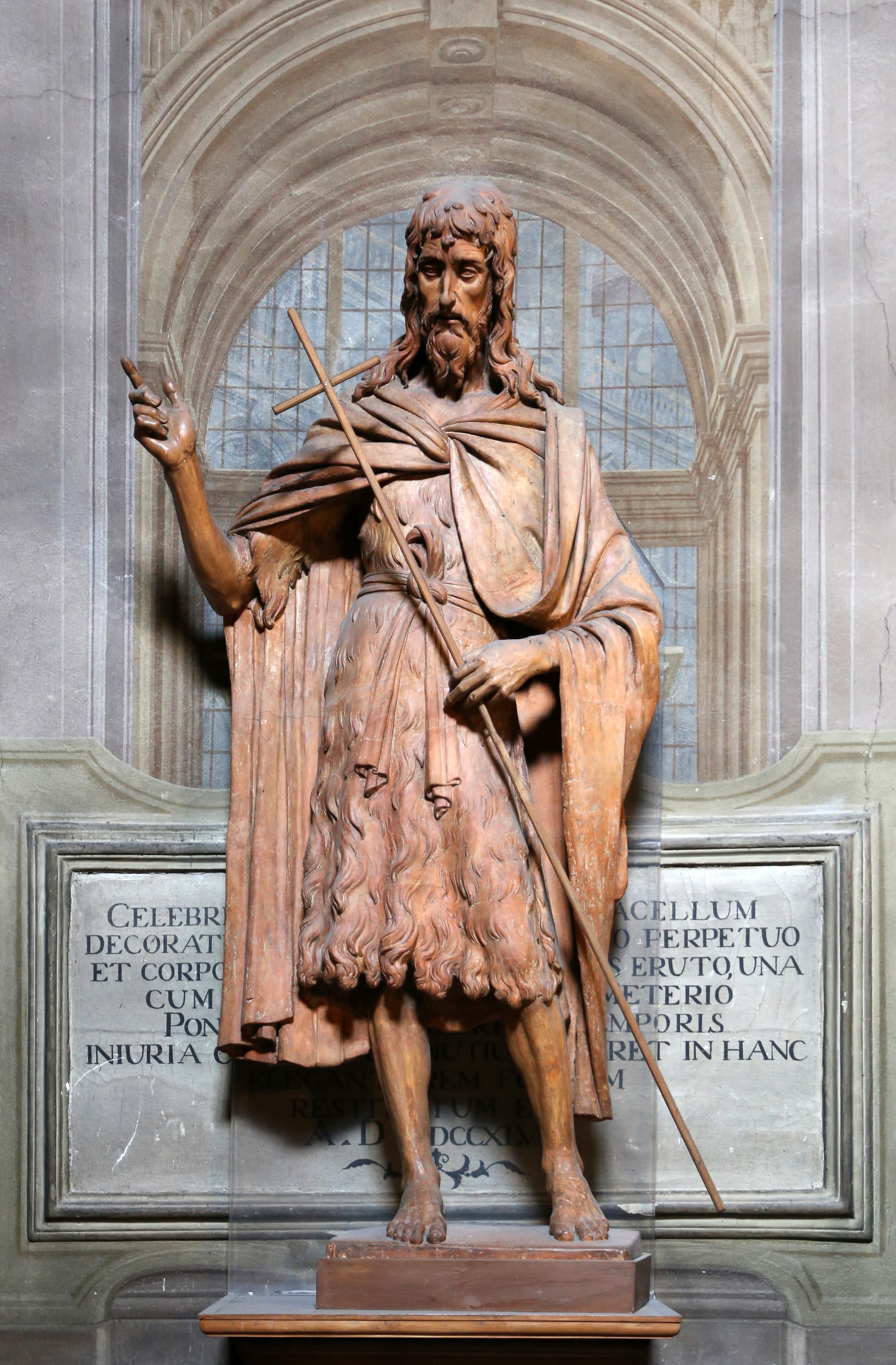
Johannes der Täufer, 1454, Terrakotta (Fassung verloren), Santissima Annunziata, Florenz
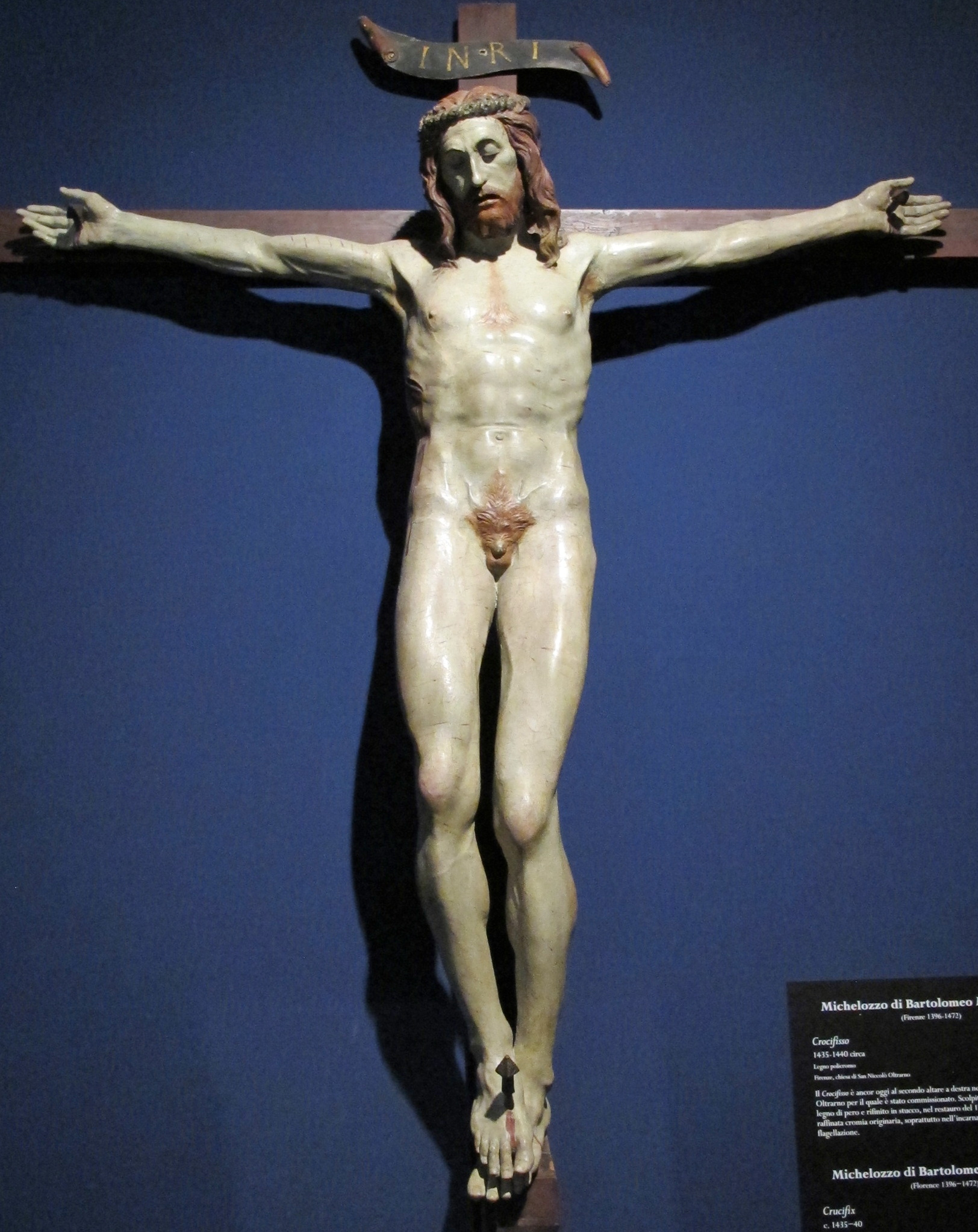
Kruzifix, 1435–1440, gefasstes Holz, San Niccolò Oltrarno, Florenz

Fragmente des Grabmonuments für Bartolomeo Aragazzi im Dom von Montepulciano, um 1435
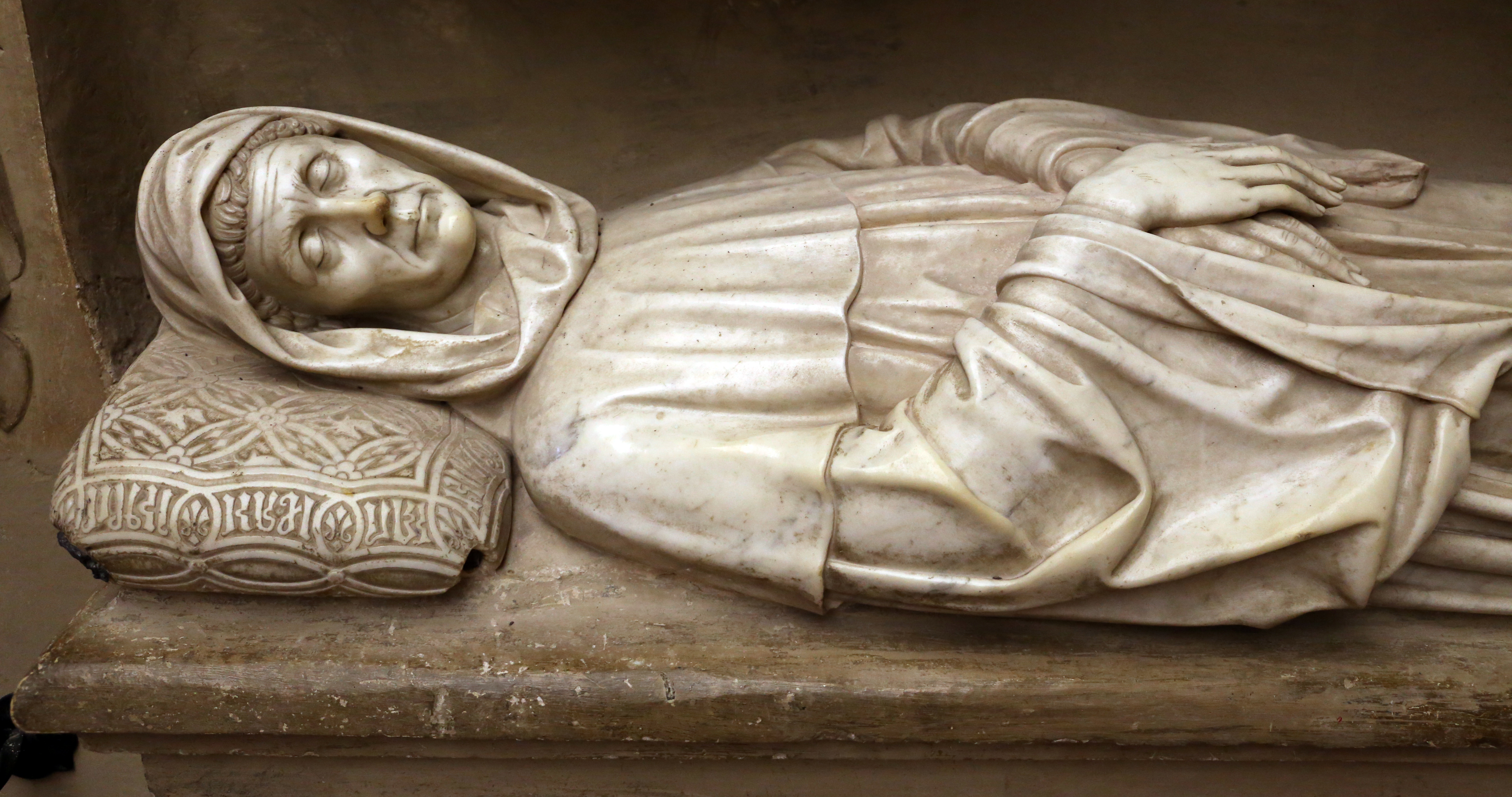
Gisant Bartolomeo Aragazzis (Detail), Marmor
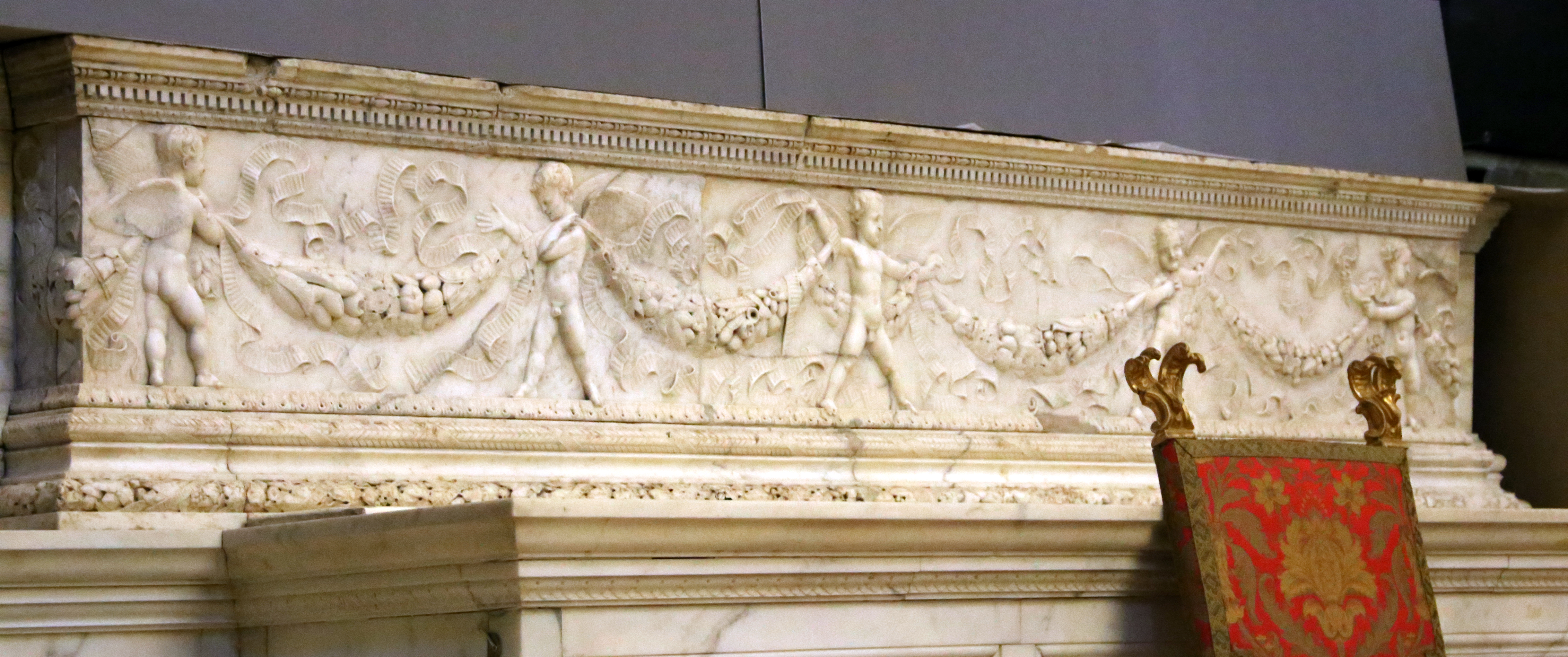
Sockel mit girlandentragenden Putten (mit Werkstatt), Marmor
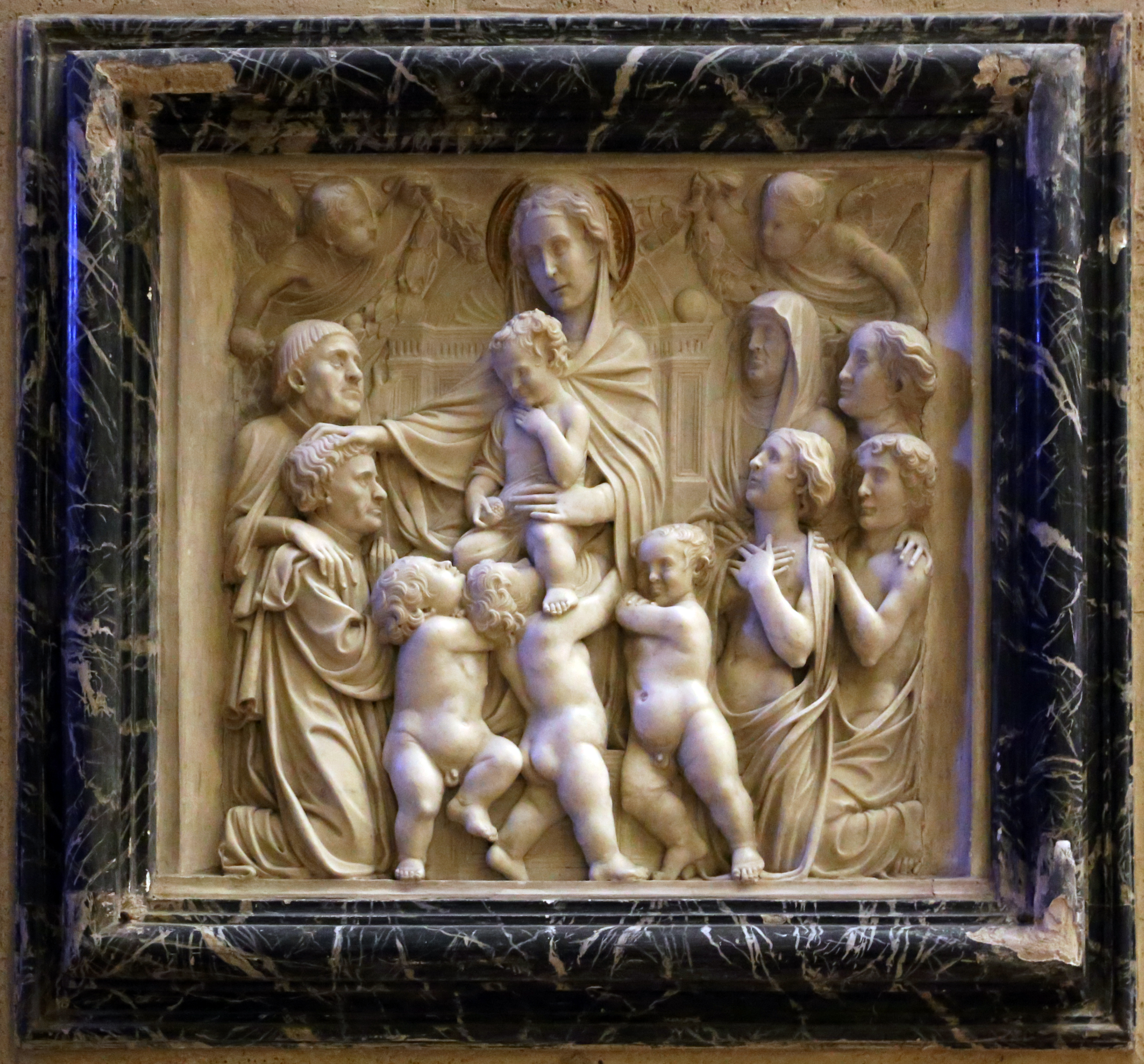
Relief mit der Madonna, die den Verstorbenen segnet (mit Werkstatt), Marmor
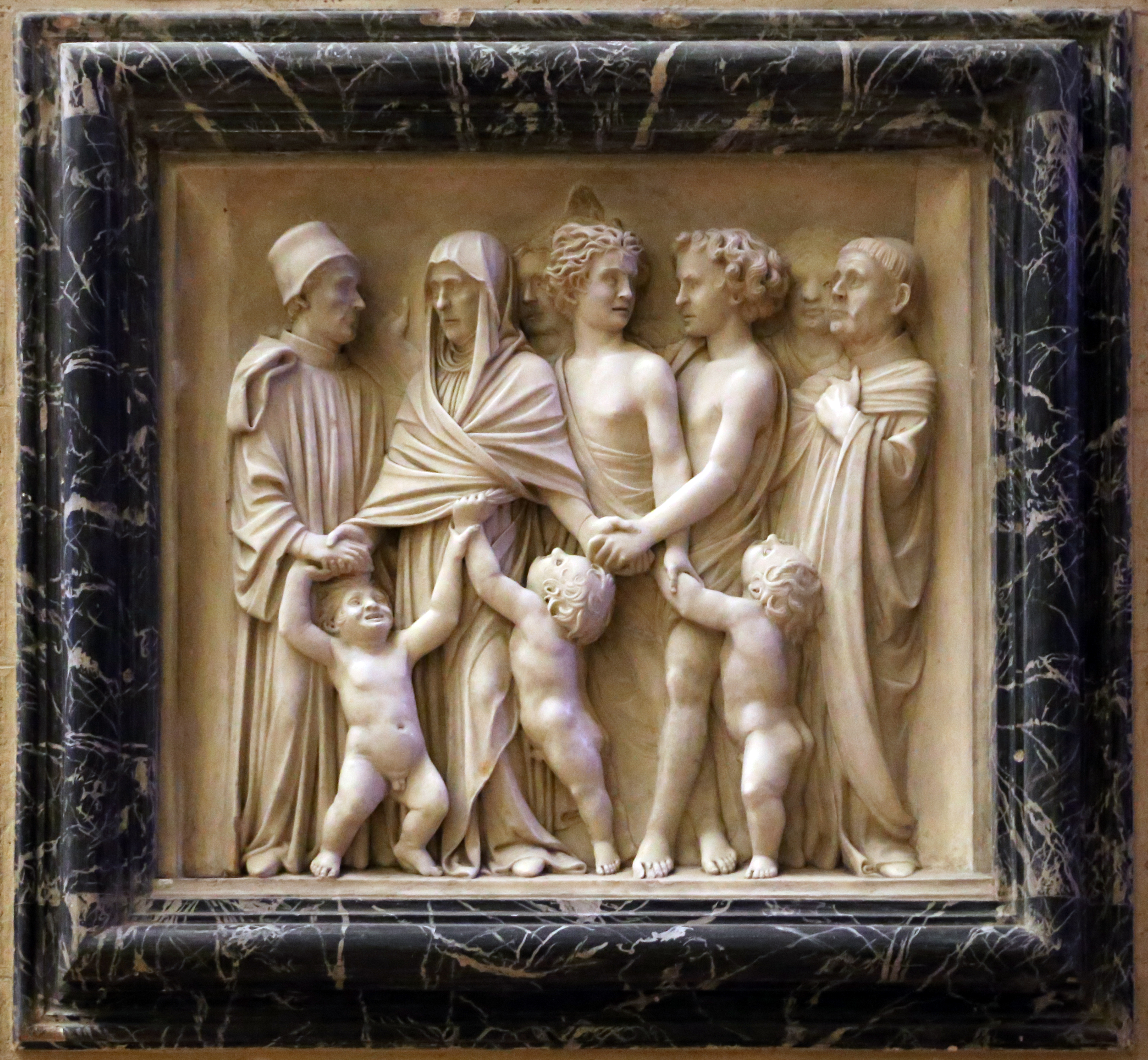
Die im Paradies wiedervereinigte Familie, Marmor
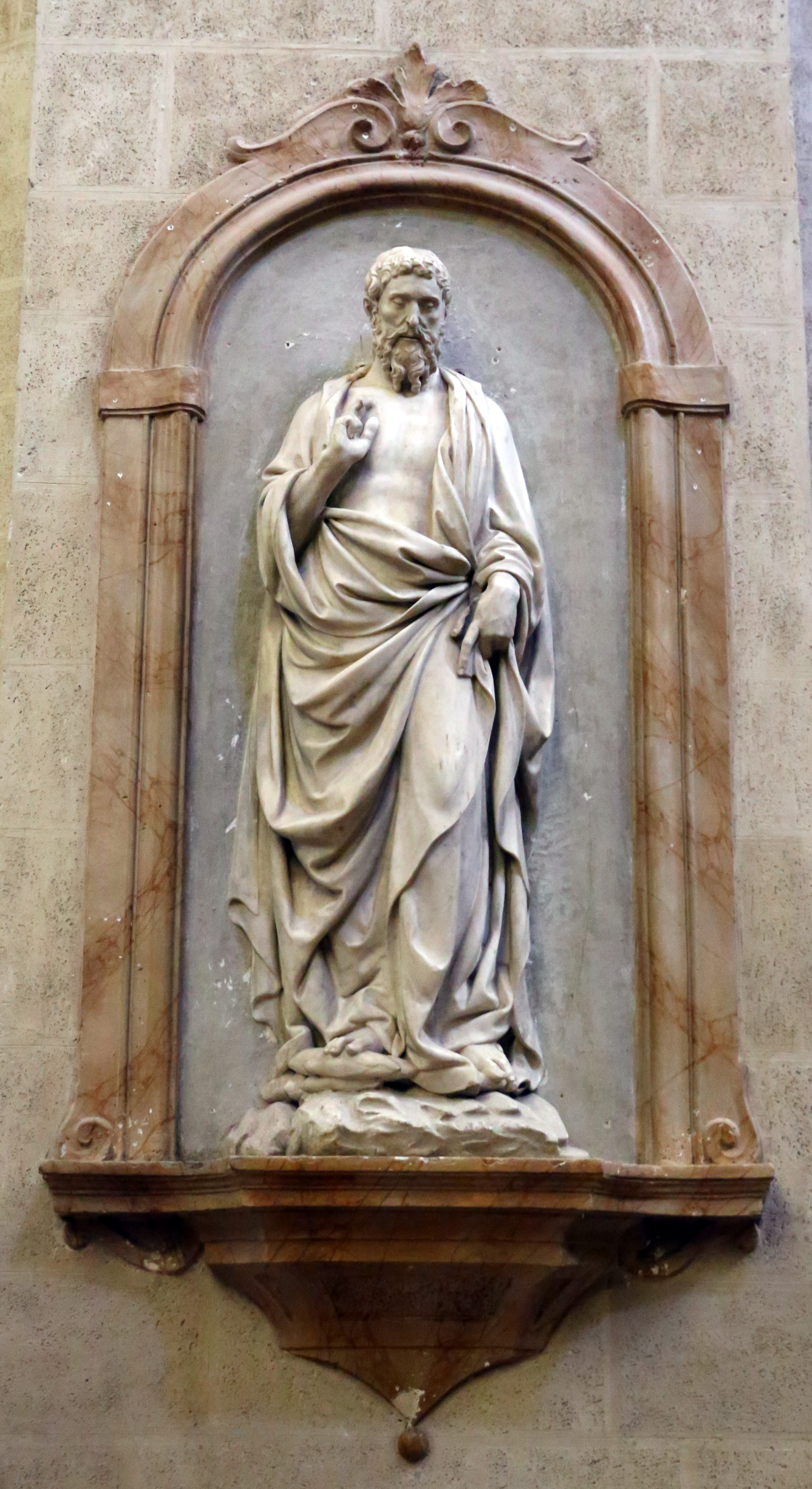
Segnender Christus (mit Werkstatt), Marmor
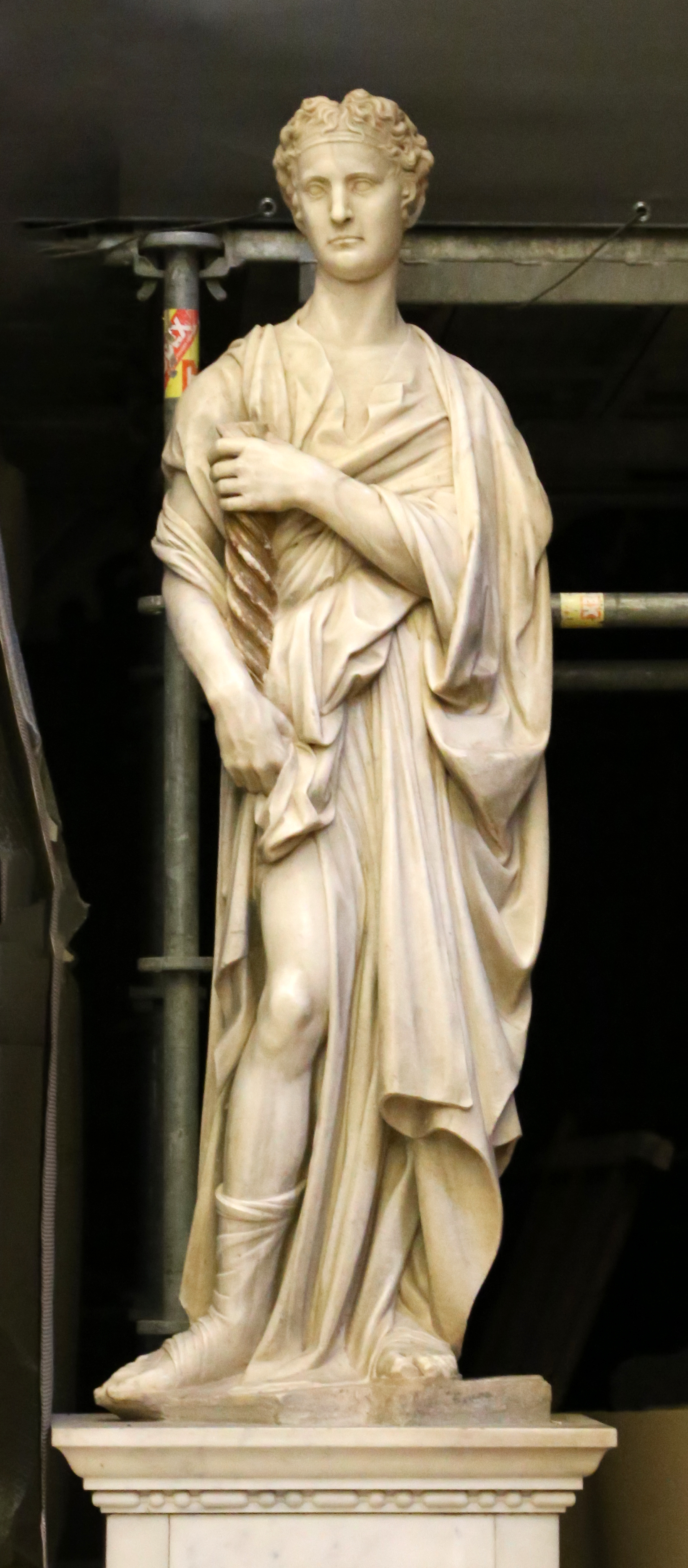
Tugend-Statue (mit Werkstatt), Marmor
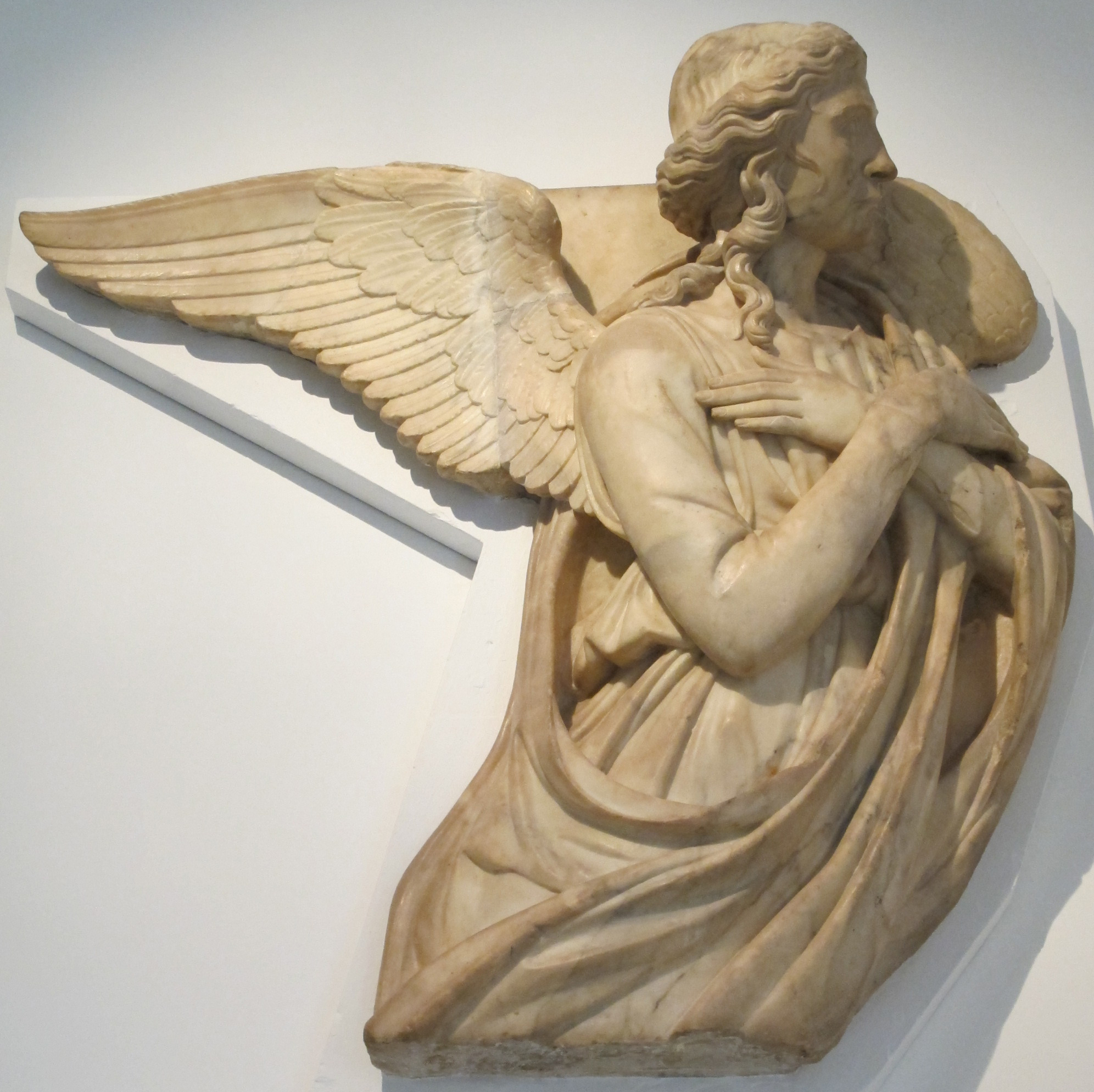
Adorierender Engel, 1430er Jahre, Marmor (teilweise ergänzt), 97,2 × 100,3 × 36 cm,  Victoria and Albert Museum, London
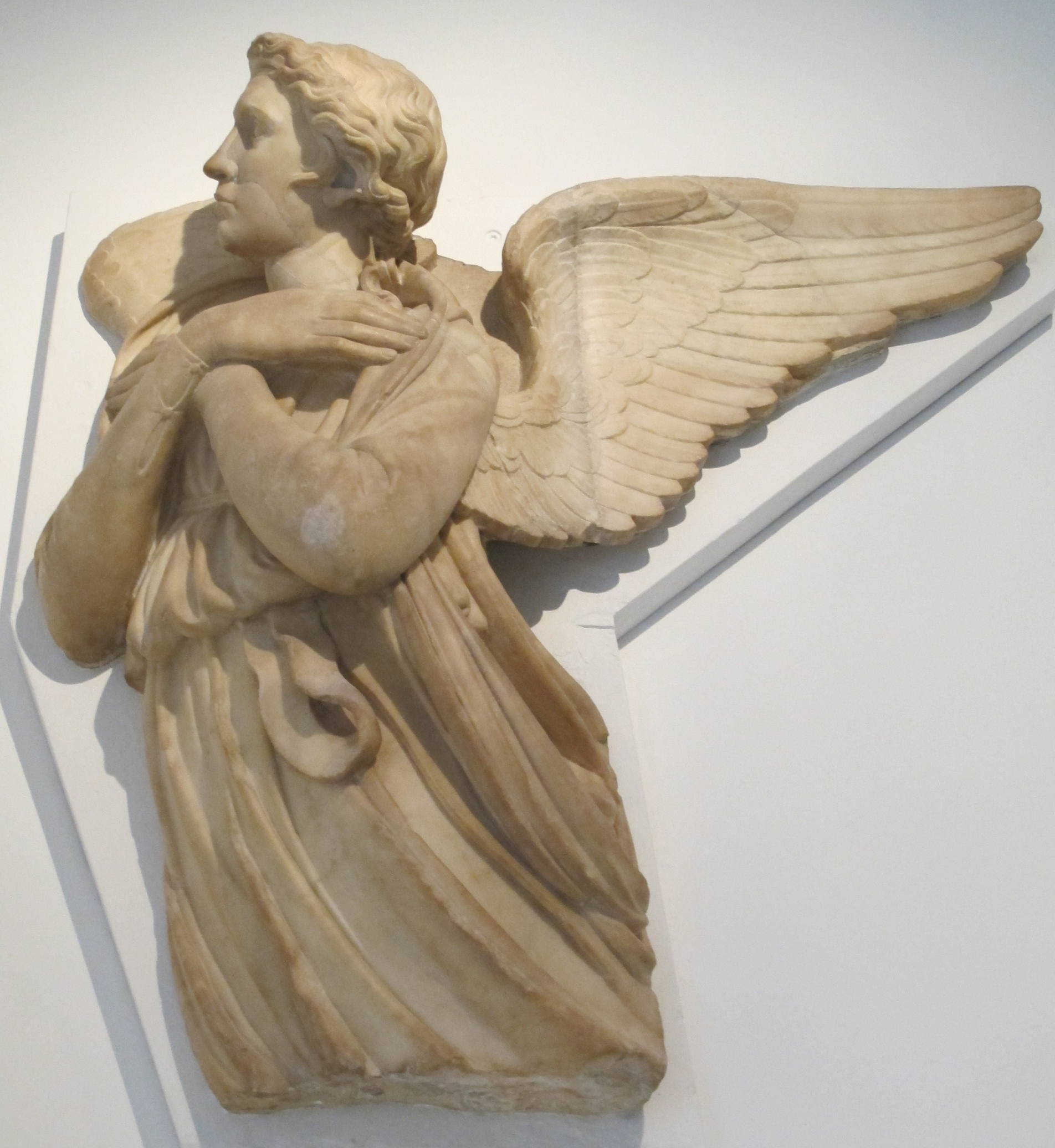
Adorierender Engel, 1430er Jahre, Marmor (teilweise ergänzt), 96 × 97 × 32,2 cm, Victoria & Albert Museum, London

Michelozzo zugeschriebene Madonnen-Reliefs in Museen
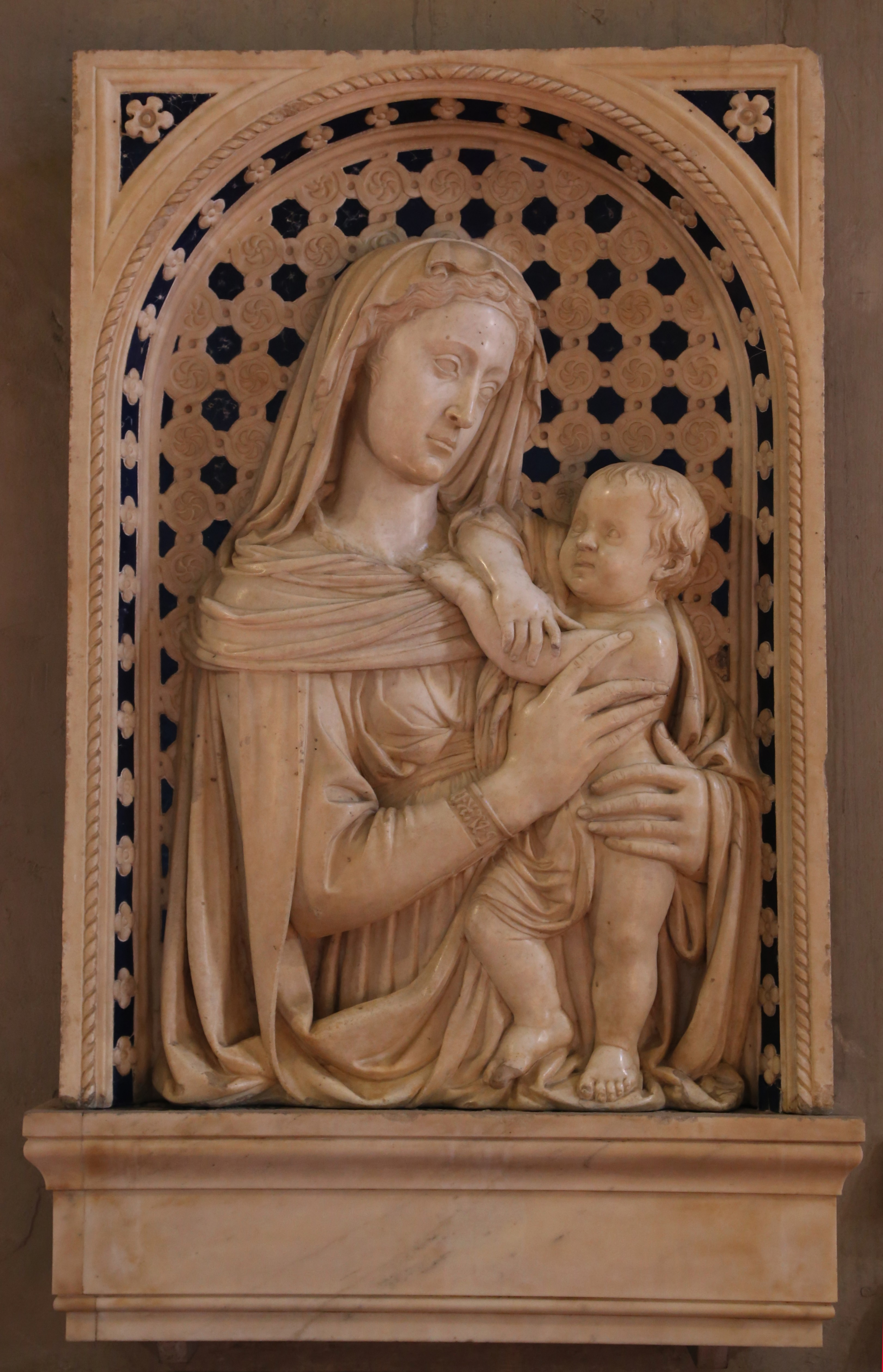
Madonna mit Kind, Marmor, Glaspaste, 100 × 71 cm, Bargello (Bargello Sculture 441), Florenz
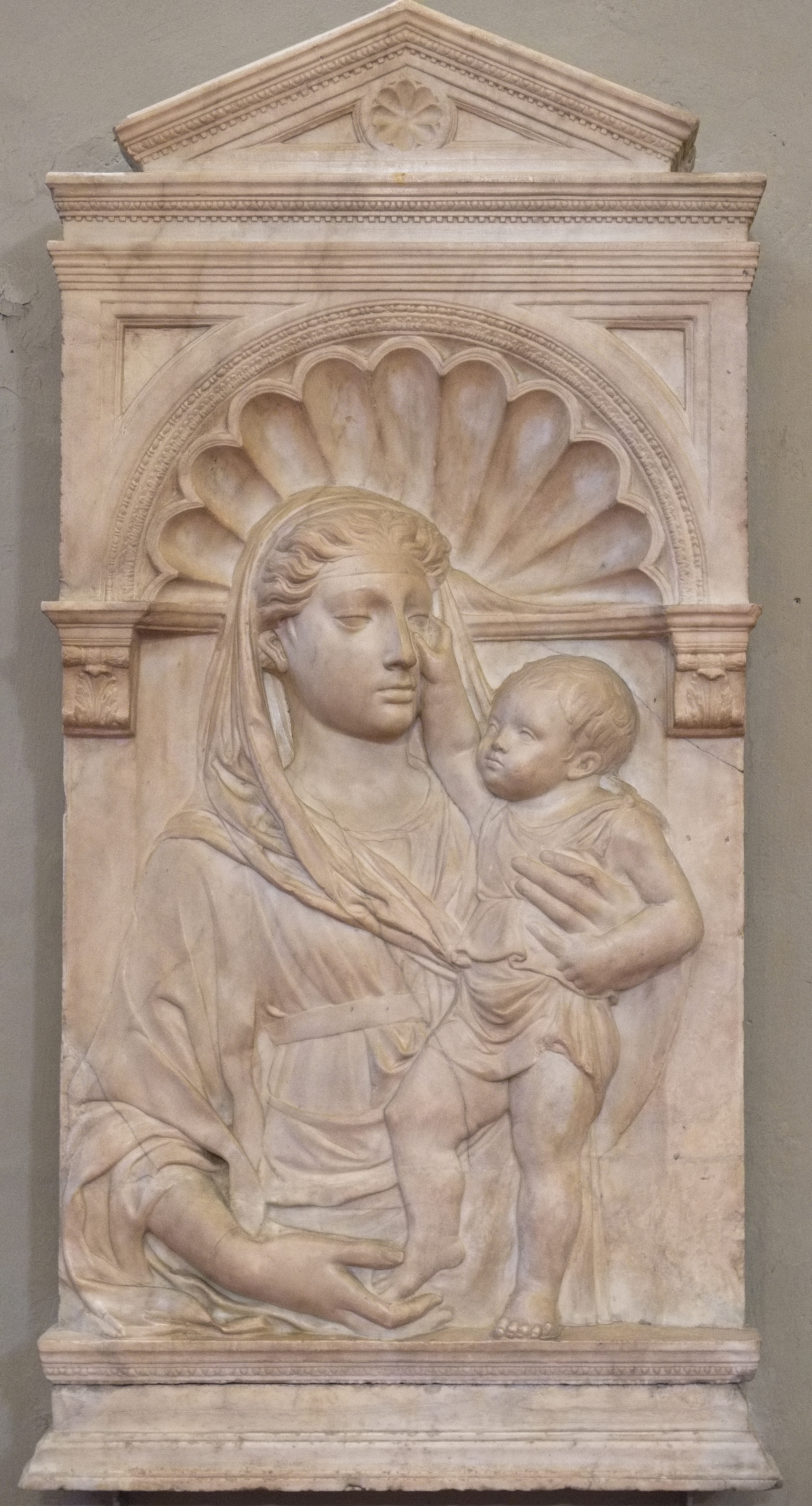
Madonna mit Kind, Marmor, Bargello (Bargello Sculture 473), Florenz
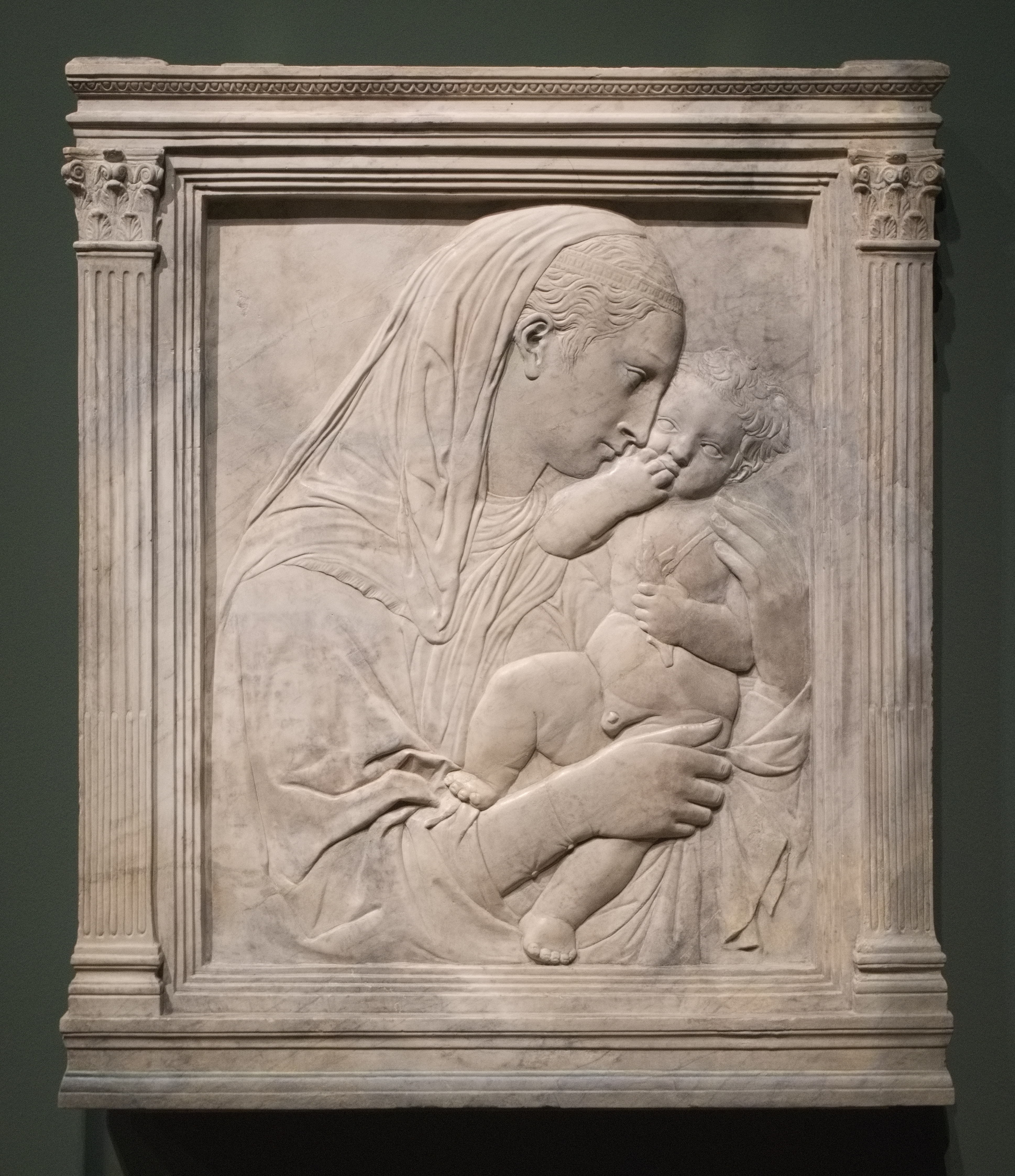
Madonna mit Kind (sog. Madonna Orlandini), um 1426 (?), 82 × 70 × 10,5 cm, Bode-Museum (Inv. 55), Berlin
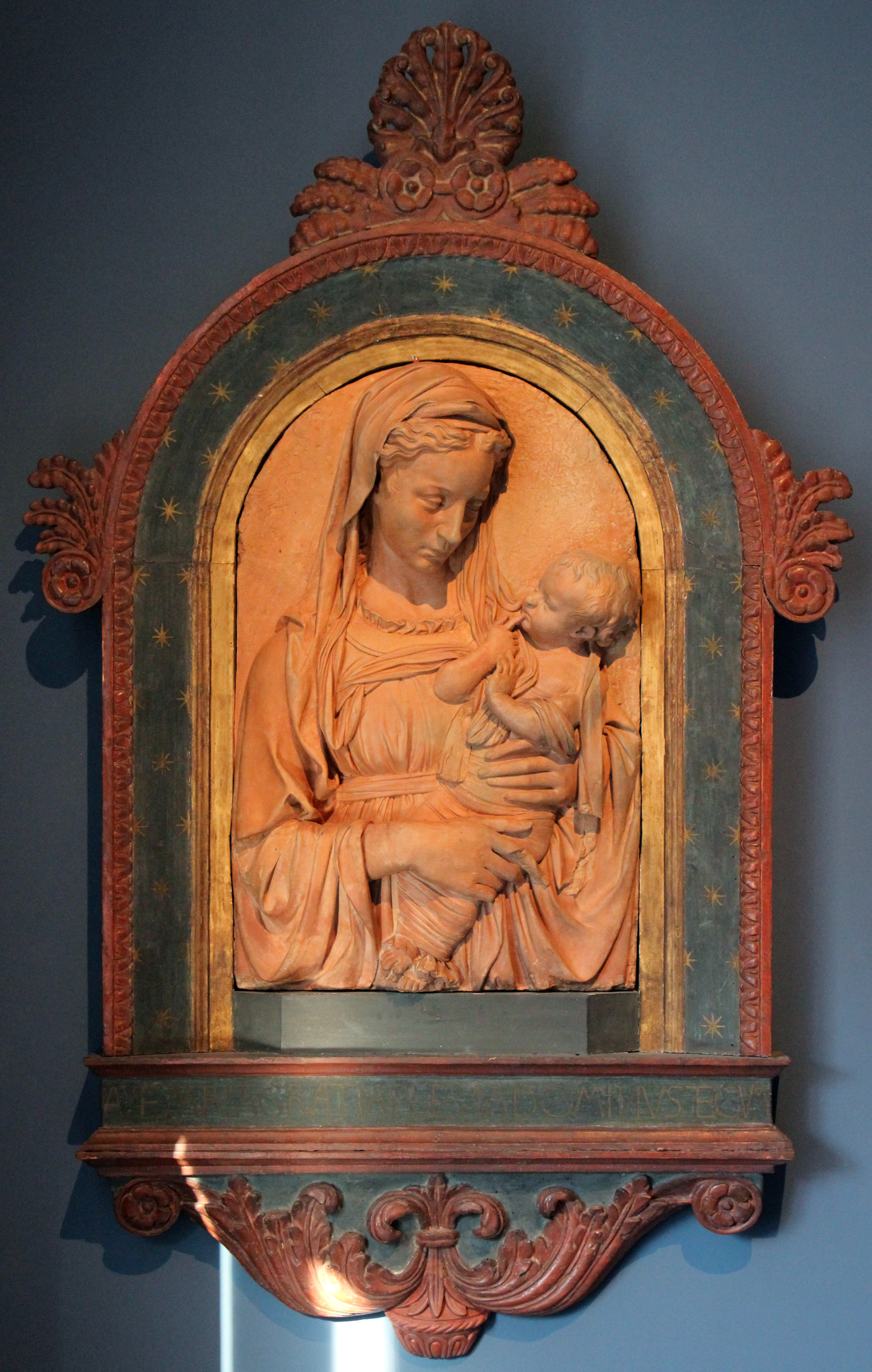
Madonna mit Kind, um 1440, Terrakotta (Fassung verloren), 83 × 53 × 23 cm, Holzrahmen nicht zugehörig, Bode-Museum (Inv. 73), Berlin
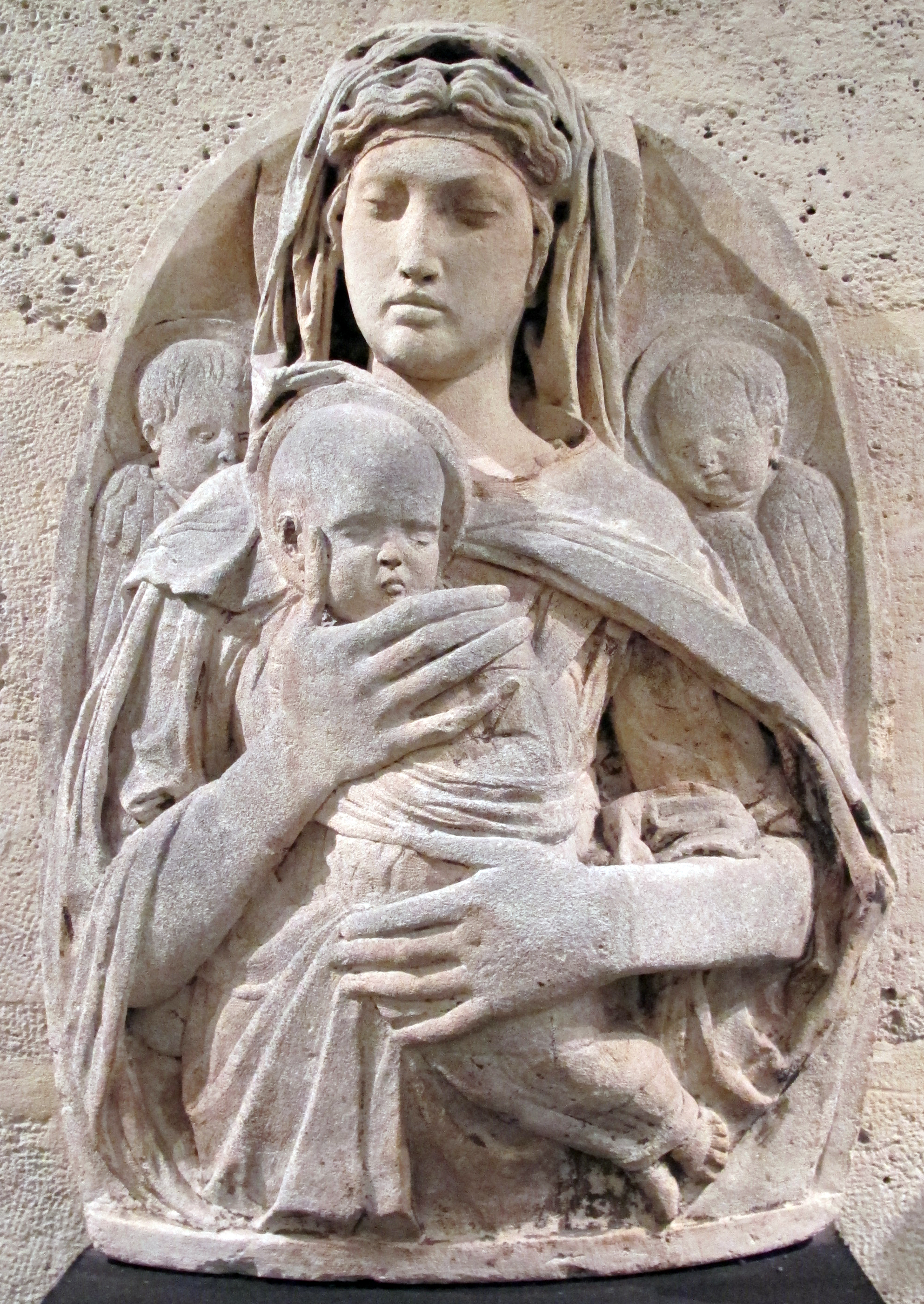
Madonna mit Kind, um 1440, Kalkstein mit Fassungsresten, 78 × 57 × 2 cm, Louvre (Inv. RF 693), Paris